# Градишке Лазе
Градишке Лазе (словен. Gradiške Laze) су насељено место у општини Шмартно при Литији, Средњесловенска регија, Словенија.

## Историја
До територијалне реорганизације у Словенији биле су у саставу старе општине Литија.

## Становништво
У попису становништва из 2011. године, Градишке Лазе су имале 153 становника.
| Број становника према пописима | Број становника према пописима | Број становника према пописима |
| ------------------------------ | ------------------------------ | ------------------------------ |
| 1991                           | 2002                           | 2011                           |
| 144                            | 146                            | 153                            |